# Campeonato Europeu de Atletismo em Pista Coberta de 2013 - 800 m masculino
A prova dos 800 metros masculino do Campeonato Europeu de Atletismo em Pista Coberta de 2013 foi disputada entre 1 e 3 de março de 2013 no Scandinavium em Gotemburgo, Suécia.

## Recordes
Antes desta competição, os recordes mundiais e do campeonato nesta prova eram os seguintes:
|                       | Nome             | Nacionalidade | Tempo     | Local | Data               |
| --------------------- | ---------------- | ------------- | --------- | ----- | ------------------ |
| Recorde mundial       | Wilson Kipketer  | Dinamarca     | 1m 42s 67 | Paris | 9 de março de 1997 |
| Recorde do campeonato | Paweł Czapiewski | Polónia       | 1m 44s 78 | Viena | 3 de março de 2002 |
| Recorde europeu       | Wilson Kipketer  | Dinamarca     | 1m 42s 67 | Paris | 9 de março de 1997 |

## Medalhistas
| Ouro               | Prata             | Bronze                 |
| Adam Kszczot (POL) | Kevin López (ESP) | Mukhtar Mohammed (GBR) |

## Cronograma
Todos os horários são locais (UTC+2).
| Data       | Hora  | Evento    |
| ---------- | ----- | --------- |
| 1 de março | 18:35 | Bateria   |
| 2 de março | 16:55 | Semifinal |
| 3 de março | 11:30 | Final     |

## Resultados

### Bateria
Qualificação: 2 atletas de cada bateria  (Q) mais os  2 melhores qualificados (q).  
| Posição | Bateria | Atleta             | Nacionalidade | Tempo   | Notas                |
| ------- | ------- | ------------------ | ------------- | ------- | -------------------- |
| 1       | 5       | Adam Kszczot       | Polónia       | 1:48.69 | Q                    |
| 2       | 5       | Jozef Repčík       | Eslováquia    | 1:48.88 | Q                    |
| 3       | 5       | Francisco Roldán   | Espanha       | 1:49.10 | q                    |
| 4       | 1       | Mukhtar Mohammed   | Reino Unido   | 1:49.43 | Q                    |
| 5       | 1       | Johan Rogestedt    | Suécia        | 1:49.46 | Q                    |
| 6       | 1       | Ivan Nesterov      | Rússia        | 1:49.78 | q                    |
| 7       | 5       | Halit Kiliç        | Turquia       | 1:49.85 | Recorde da temporada |
| 8       | 1       | Andreas Rapatz     | Áustria       | 1:50.11 |                      |
| 9       | 4       | Anis Ananenka      | Bielorrússia  | 1:50.49 | Q                    |
| 10      | 3       | Luis Alberto Marco | Espanha       | 1:50.75 | Q                    |
| 11      | 3       | Thijmen Kupers     | Países Baixos | 1:50.78 | Q                    |
| 12      | 4       | Taras Bybyk        | Ucrânia       | 1:50.81 | Q                    |
| 13      | 4       | Michael Rimmer     | Reino Unido   | 1:51.04 |                      |
| 14      | 3       | Žan Rudolf         | Eslovênia     | 1:51.06 |                      |
| 15      | 5       | Nikolaus Franzmair | Áustria       | 1:51.10 |                      |
| 16      | 2       | Joe Thomas         | Reino Unido   | 1:51.11 | Q                    |
| 17      | 2       | Kevin López        | Espanha       | 1:51.52 | Q                    |
| 18      | 2       | Tamás Kazi         | Hungria       | 1:51.77 |                      |
| 19      | 4       | Andreas Bube       | Dinamarca     | 1:51.88 |                      |
| 20      | 2       | Jan Kubista        | Chéquia       | 1:52.21 |                      |
| 21      | 2       | Ådne Svahn Dæhlin  | Noruega       | 1:52.49 | Recorde da temporada |
| 22      | 3       | Brice Leroy        | França        | 1:53.12 |                      |
| 23      | 4       | Giordano Benedetti | Itália        | 1:53.44 |                      |
| 24      | 3       | Renārs Stepiņš     | Letônia       | 1:53.73 |                      |
| 25      | 2       | Abdulgani Tuna     | Turquia       | 1:54.84 |                      |
| 26      | 3       | Eraldo Qerama      | Albânia       | 1:55.10 |                      |
| 27      | 1       | Robert Lathouwers  | Países Baixos | DSQ     |                      |
| 27      | 5       | Brice Etes         | Mónaco        | DSQ     |                      |

### Semifinal
Qualificação: classificaram-se  os 3 melhores de cada bateria (Q). 
| Posição | Bateria | Atleta             | Nacionalidade | Tempo   | Notas |
| ------- | ------- | ------------------ | ------------- | ------- | ----- |
| 1       | 1       | Kevin López        | Espanha       | 1:48.56 | Q     |
| 2       | 1       | Anis Ananenka      | Bielorrússia  | 1:48.77 | Q     |
| 3       | 1       | Adam Kszczot       | Polónia       | 1:48.78 | Q     |
| 4       | 1       | Joe Thomas         | Reino Unido   | 1:49.14 |       |
| 5       | 2       | Mukhtar Mohammed   | Reino Unido   | 1:49.89 | Q     |
| 6       | 2       | Taras Bybyk        | Ucrânia       | 1:49.92 | Q     |
| 7       | 2       | Luis Alberto Marco | Espanha       | 1:49.96 | Q     |
| 8       | 2       | Francisco Roldán   | Espanha       | 1:50.27 |       |
| 9       | 2       | Jozef Repčík       | Eslováquia    | 1:50.28 |       |
| 10      | 2       | Thijmen Kupers     | Países Baixos | 1:50.29 |       |
| 11      | 1       | Ivan Nesterov      | Rússia        | 1:50.53 |       |
| 12      | 1       | Johan Rogestedt    | Suécia        | 1:55.98 |       |

### Final
A final foi realizada às 11:30 no dia 3 de março de 2013.  

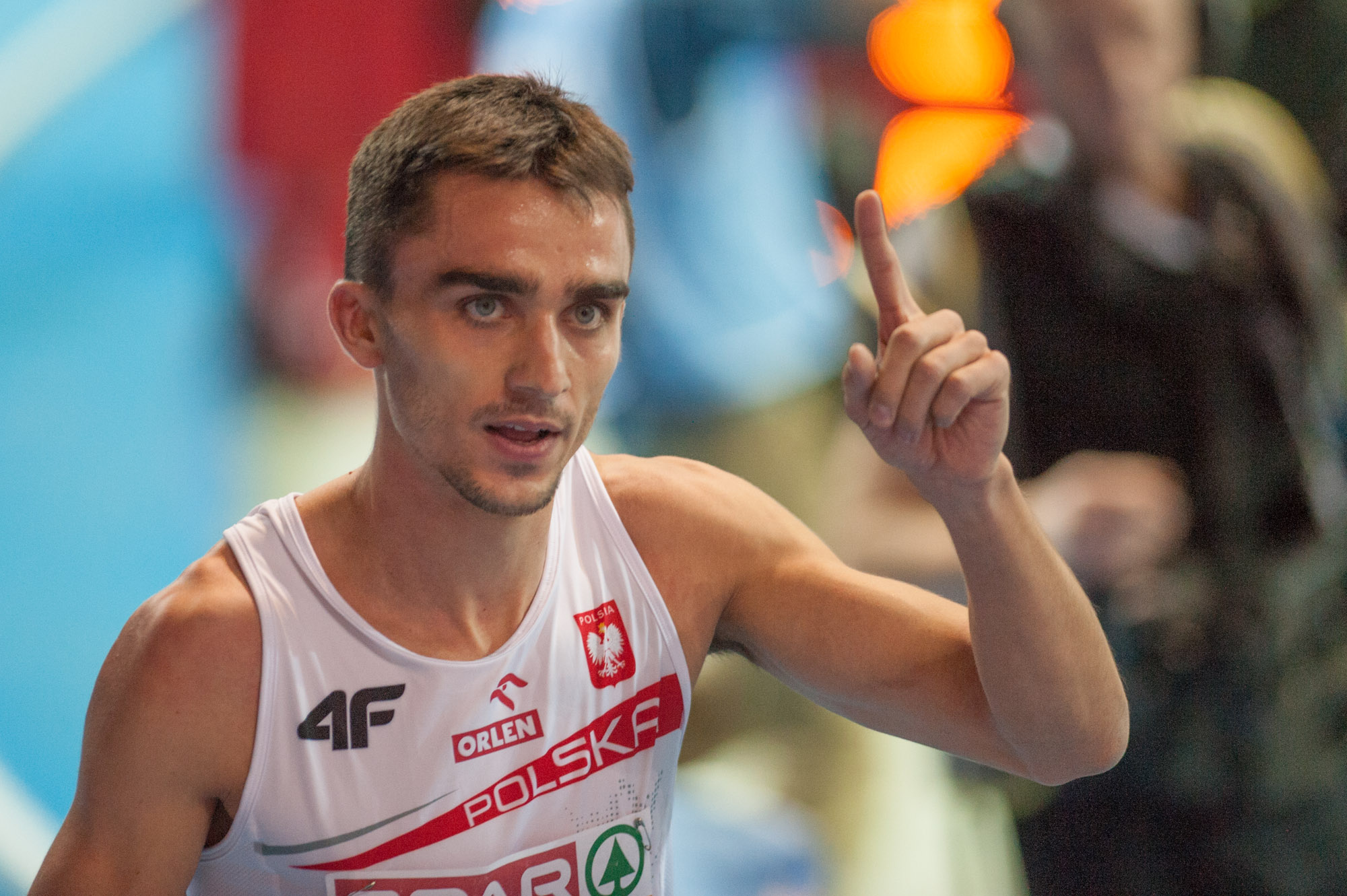
Adam Kszczot, o vencedor do evento.

| Posição           | Raia | Atleta             | Nacionalidade | Tempo   | Notas |
| ----------------- | ---- | ------------------ | ------------- | ------- | ----- |
| Medalha de ouro   | 5    | Adam Kszczot       | Polónia       | 1:48.69 |       |
| Medalha de prata  | 4    | Kevin López        | Espanha       | 1:49.31 |       |
| Medalha de bronze | 6    | Mukhtar Mohammed   | Reino Unido   | 1:49.60 |       |
| 4                 | 2    | Anis Ananenka      | Bielorrússia  | 1:49.61 |       |
| 5                 | 1    | Taras Bybyk        | Ucrânia       | 1:50.38 |       |
| 6                 | 3    | Luis Alberto Marco | Espanha       | 1:51.69 |       |

Legenda
| Recorde mundial       | Recorde mundial (World record)               |                       | Recorde africano                      | Recorde africano (African) |                                           | Q | Classificado por posição (Qualified) |
| Recorde do campeonato | Recorde do campeonato (Championship record)  | Recorde da América    | Recorde da América (Americas)         | q                          | Classificado por melhor tempo (Qualified) |   |                                      |
| Melhor marca do ano   | Melhor marca do ano (World leading)          | Recorde asiático      | Recorde asiático (Asian)              | DNS                        | Não largou (Did not start)                |   |                                      |
| Recorde nacional      | Recorde nacional (National record)           | Recorde europeu       | Recorde europeu (European)            | DNF                        | Não terminou (Did not finish)             |   |                                      |
| Recorde pessoal       | Recorde pessoal do atleta (Personal best)    | Recorde da Oceania    | Recorde da Oceania (Oceania)          | DSQ / DQ                   | Desclassificado (Disqualified)            |   |                                      |
| Recorde da temporada  | Recorde da temporada do atleta (Season best) | Recorde sul-americano | Recorde sul-americano (South America) | NM                         | Sem marca (No mark)                       |   |                                      |